# Rollkunstlauf
Rollkunstlauf ist eine dem Eiskunstlaufen ähnliche Sportart, die jedoch auf Rollschuhen ausgeübt wird. Die Sportler präsentieren in Wettbewerben kunstvoll Sprünge, Pirouetten und Schrittfolgen.
Unterteilt wird das Rollkunstlaufen in 8 verschiedene Disziplinen: Kürlauf, Pflichtlauf, Paarlauf, Solotanz, Rolltanz (Paartanz), Show, Formationslauf und Inline Artistic.

## Geschichte
Zu Zeiten, als Eiskunstlaufen nur im Winter stattfinden konnte, war Rollkunstlauf der Trainingsersatz für Eisläufer während der Sommermonate. Dies ist auch der Grund, warum Rollkunstlaufen in seiner Popularität bisher im Schatten des Eiskunstlaufens stand. Heute ist Rollkunstlaufen eine eigenständige Sportart. Seit 1954 finden alljährliche Weltmeisterschaften im Rollkunstlaufen statt. Durch den Ausfall der Wettbewerbe eines Jahres kam es dadurch im Jahr 2009 zur 54. Weltmeisterschaft im Rollkunstlaufen in Freiburg. In Ländern wie Argentinien, Brasilien und Italien erfreut sich Rollkunstlaufen seit einigen Jahren großer Popularität.
Derzeit gehört Rollkunstlauf noch zu den Sportarten, die bei den World Games ausgetragen werden. Jedoch bemüht sich der Internationale Rollkunstlauf- und Inline-Verband (World Skate) seit mehreren Jahren darum, dass Rollkunstlaufen in den Kreis der olympischen Sportarten aufgenommen wird.

## Ausrüstung

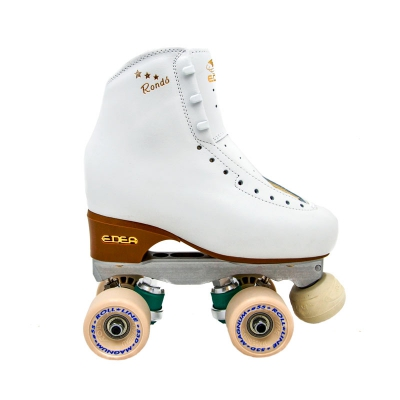
Rollschuh für den Rollkunstlauf

Die Rollkunstläufer tragen Rollschuhe, welche aus einem Schuh, einem Gestell, vier Rollen und einem Stopper bestehen. Für die verschiedenen Disziplinen und ihre speziellen Anforderungen sowie für die verschiedenen Bodenarten bietet der Markt eine Vielzahl an Anpassungsmöglichkeiten. Die bekanntesten Marken sind Risport, Edea und Roll-Line.
- Der Schuh, auch Stiefel genannt, kann aus einer Bandbreite an Modellen ausgewählt werden, welche sich am Leistungsniveau der des Sportlers orientieren. Zudem gibt es speziell auf die Anforderungen jeder Disziplin abgestimmte Stiefel. Die Hersteller unterteilen ihr Stiefel-Sortiment in Freestyle (Kürlaufen), Dance (Solotanz, Paartanz), dem Figure (Pflichtlaufen) und Show (Schaulaufen, Formationslaufen). Um den idealen Schuh zu finden, bieten die Hersteller über das Internet Konfigurationsassistenten zur individuellen Gestaltung an. Preislich liegen die Stiefel zwischen 70 und 600 Euro. Heutzutage werden die Stiefel oft mit einer Thermoanpassung an den Fuß angepasst, um besseren Halt zu ermöglichen.
- Das Gestell wird an den Stiefel geschraubt und ist ebenfalls in verschiedenen Ausführungen erhältlich. Man unterscheidet hierbei Kürgestelle, Pflichtgestelle und Tanzgestelle. Professionelle Kürgestelle zeichnen sich durch ideale Fuß-Schuh-Gestell-Kraftübertragung aus, die eine optimale Zentrierung von Pirouetten ermöglichen und das Springen erleichtern. Pflicht- und Tanzgestelle ermöglichen eine exaktere Kantenführung und zeichnen sich durch hohe Wendigkeit aus. Ziel eines solchen Gestells ist es, die Genauigkeit des Läufers zu verbessern und gleichzeitig Stabilität und Kontrolle zu vermitteln. Ein weiterer wichtiger Unterschied zu einem Kürgestell ist das Fehlen des Stoppers oder die Verwendung von sehr kleinen Stoppern.
- Die Rollen werden passend zu den unterschiedlichen Anforderungen der jeweiligen Disziplin, den Empfindungen der Läufer und dem Hallenboden bzw. der Außenbahn ausgewählt. Die Rollen in den unterschiedlichen Härten sind wichtig für die Rutschfestigkeit. Die Angabe des Härtegrades ist nicht genormt, sondern von Hersteller und Modell abhängig. Zur Schaffung der bestmöglichen Bedingungen ist es auch möglich, verschiedene Rollen zu kombinieren. Für das Pflichtlaufen werden größere Rollen verwendet als beim Kürlaufen.
- Die Stopper gibt es ebenfalls in verschiedenen Ausführungen. Die Kürstopper, welche je nach Leistungsniveau ausgewählt werden und sich in Elastizität, Abrieb und Griffigkeit unterscheiden, eignen sich entweder für einfache, doppelte oder dreifache Sprünge. Dazu gibt es noch kleine Tanzstopper.

Neben den Rollschuhen gehört zum grundlegenden Equipment Trainingsbekleidung und Kleidung für den Wettkampf.
- Trainingskleidung kann vom Läufer selbst ausgewählt werden. Wichtig ist lediglich, dass diese eng anliegend ist um die Figuren ausführen zu können. Die meisten Läuferinnen tragen speziell hergestellte Overboot-Strumpfhosen mit meist 70 den, die über den Rollschuh gezogen werden wie beim Eiskunstlauf. Darüber wird ein Trainingsrock mit frei wählbarer Oberbekleidung oder ein Trainingskleid getragen. Mittlerweile gibt es aber auch einige Läuferinnen, die beim Training lieber enge Sporthosen tragen. Männliche Läufer tragen enganliegende Hosen mit frei wählbarer Oberbekleidung. Einige Sportler tragen zudem während des Trainings Schutzkleidung. Dies ist jedoch umstritten, da in den wichtigen Wettkampfsituationen der Schutz nicht mehr gestattet ist.
- Kleidung für den Wettkampf:  Das Kostüm ist von der Läuferin bzw. vom Läufer relativ frei wählbar. Viele Kleidungsstücke werden eigens entworfen und individuell angefertigt.
  - Kürkleider dürfen nicht länger als Knielänge sein, sind meist jedoch sehr kurz. Ihr Design ist angelehnt an die Musik der Kür. Dazu wird meist ein strenger Dutt getragen, welcher durch französisches oder holländisches Flechten aufgewertet wird. Das gesamte Haar muss jedoch eng zusammen gebunden sein, es darf kein Haar ins Gesicht fallen, um die Läuferin bei Sprüngen oder Pirouetten nicht zu behindern.
  - Die Kleidung beim Solotanz ist meist deutlich kreativer und ausgefallener, da hier der Gesamteindruck des Läufers bzw. der Läuferin im Vordergrund steht. Der Rock ist meist länger oder kreativ gestaltet, die Kleider oft stark verziert wie zum Beispiel mit Swarovski-Steinen. Bei den Pflichttänzen, in denen zu zwei Musikstücken wie Polka oder Tango getanzt wird, werden auch dementsprechende Kleider ausgewählt. Bei Polka-Tänzen werden zum Beispiel oft Kleider gewählt, die aussehen wie Dirndl. Viele Läufer wechseln zudem die Kleider zwischen den beiden Tänzen. In der Tanzkür hat man freie Wahl. Die Haare dürfen auch halboffen getragen werden, lediglich das Gesicht muss frei bleiben.
  - Männer sind durch die Kleiderordnung gezwungen Hosen zu tragen. Meist sind die Kostüme der Männer ziemlich schlicht gestaltet oder im Paarlauf/Paartanz farblich an das Kleid der Tanzpartnerin angelehnt.
  - Im Show- oder Formationslaufen ist die Kleidung, ähnlich wie im Tanzsport, sehr kreativ gestaltet. Verboten sind jedoch extreme Verzierungen, großer Kopfschmuck und Gegenstände, die in der Hand gehalten werden müssen.

Die musikalische Begleitung bei Wettkämpfen und Meisterschaften werden den offiziellen Musiken des Fédération Internationale de Roller Sports (FIRS) bzw. des europäischen Dachverbandes Confédération Européenne de Roller Skating (CERS) entnommen. Die Musikauswahl bei der Kurzkür und Kür obliegt dem Läufer, wobei Vokalmusik ab der Altersklasse Schüler A, bei Inline-Artistic und in den Leistungsklassen Nachwuchsklasse und Cup erlaubt ist. In anderen Kategorien kann durch den Schiedsrichter ein Abzug in der B-Note erfolgen. Die Choreographien unterliegen den Regelungen des Deutschen Rollsport und Inline-Verbands (DRIV).

## Disziplinen

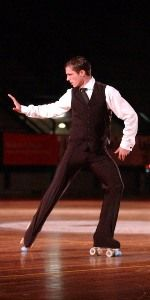
Doppel-Weltmeister Frank Albiez

Rollkunstlauf wird in mehrere Disziplinen unterteilt. Bei Wettbewerben wenden die Veranstalter ein Reglement an, das den jeweiligen Disziplinen die vorzutragenden Laufelemente vorschreibt. Die Läufer werden in verschiedene Altersgruppen eingeteilt. Diese sind: Schüler C, Schüler B, Schüler A, Jugend, Junioren, Senioren oder auch Meisterklasse genannt. Diese Einteilung entspricht internationalem Standard.

### Pflichtlaufen
Beim (im Eiskunstlauf abgeschafften) Pflichtlaufen werden Figuren auf 6 m großen Kreisen bzw. auf 2 m großen Schlingen vorgetragen. Die geometrischen Figuren erlauben diverse Kombinationen aus Bögen. Je nach Schwierigkeitsgrad tragen die Läufer vorwärts oder rückwärts laufend auf verschiedenen Kanten (auswärts bzw. einwärts) eine Figur (zum Beispiel Drehungen wie Dreier, Doppeldreier oder Gegendreier, Wende oder Gegenwende) in stetiger Wiederholung vor. Hierbei werden die Elemente auf den Kreisen/Schlingen gelaufen. Das Pflichtlaufen erfordert nicht nur physische Fitness und eine gute Körperbeherrschung, sondern auch eine starke Konzentration auf die Figur. Es wird demnach auch oft als Bedingung für das Kürlaufen betrachtet, da es grundlegende Fertigkeiten wie Kantenlaufen, aufrechte Haltung und Körperbewusstsein schult.
Bei den Wettbewerben werden im Voraus vier oder drei zufällige Pflichtbögen ausgewählt, die den Läufern erst am Tag des Wettbewerbs mitgeteilt werden. Zuerst laufen alle teilnehmenden Läufer den ersten Bogen nacheinander vor, danach erfolgt das Gleiche mit dem zweiten Bogen. Abhängig von der Teilnehmerzahl bei den Pflichtwettbewerben, können diese von 45 Minuten bis zu 6 Stunden dauern. Diese extrem lange Dauer stellt die Sportler vor ausgeprägte psychische Belastungen.

### Kürlaufen
Die Rollkunstläufer tragen wie beim Eislaufen Kürelemente vor. Dies sind Sprünge, Pirouetten und Schrittfolgen.
Als Sprünge zeigen die Sportler hauptsächlich Toeloop, Salchow, Flip, Rittberger, Lutz und Axel. Wie beim Eiskunstlaufen findet man auch Pirouetten in Waage-, Sitz- und Standposition. Jedoch kommen auch weitere Pirouetten, artistischer als beim Eislaufen, vor. Zu diesen amerikanischen Pirouetten, benannt nach ihrem Ursprung in den USA, gehören zum Beispiel Inverted (man rotiert zusätzlich noch um 180° horizontal, dreht also mit dem Rücken zum Boden in Waageposition), Hacke (man rotiert auf den Hackenrollen, d. h. den hinteren zwei Rollen) oder Broken Ankle (man rotiert nur auf den zwei Innenrollen). Weiterhin wird ausführliches Schrittmaterial, die Schrittfolgen, als Verbindungselement zwischen den Elementen verlangt.
Bei den Wettbewerben werden zunächst alle Läufer einer Kategorie in fünfköpfige Gruppen aufgeteilt. Diese fünf Läufer haben dann alle gleichzeitig 5 Minuten Einlaufzeit, in denen sie sich ohne Musik auf ihre Choreographie (die so genannten Küren) vorbereiten können. Nach Ablauf der Einlaufzeit werden alle Teilnehmer von der Bahn gebeten und der erste Läufer präsentiert seine Kür. In allen Disziplinen wird von jedem Läufer jeweils eine Kurzkür und eine Lange Kür dargeboten. Diese unterscheiden sich hauptsächlich durch ihre Dauer (die Kurzkür je nach der Altersgruppe zwischen 2 min und 2:45 min, die Lange Kür je nach der Altersgruppe zwischen 2:30 min und 5 min), jedoch ist vor allem in der Kurzkür sehr stark vorgeschrieben, welche Elemente gezeigt werden müssen bzw. gezeigt werden dürfen. Die Ergebnisse von Kurzkür und Langer Kür werden zur endgültigen Kürentscheidung zusammengefasst.

### Paarlaufen
Im Paarlaufen starten jeweils ein Mann (Junge) und eine Frau (Mädchen) zusammen. Wie beim Kürlaufen werden hierbei eine Kurzkür und eine Lange Kür präsentiert, in denen ebenfalls Kürelemente zu finden sind. Diese werden allerdings nebeneinander und möglichst synchron dargeboten. Dazu kommen die so genannten Paarlaufelemente. Diese sind Wurfsprünge, Paarlaufpirouetten und vor allem Hebungen. Das Besondere am Paarlaufen ist die ausgeprägte Gestaltungsfreiheit des eigenen Laufens. So können zum Beispiel Paare bei Wettbewerben deren eigens kreierte Hebungen darbieten ohne vorherige Anmeldung oder Begutachtung der Elemente. Dies sorgt für eine große Vielfalt in den Paarlaufküren. Eine der neuesten allgemein angewendeten Hebungen ist beispielsweise der Venerucci-Aufgang, den der 11-malige Weltmeister im Paarlaufen, Patrick Venerucci, 2001 erfand.
Der Vorteil der Rollschuhe gegenüber den Schlittschuhen kommt vor allen Dingen in den Hebungen zum Tragen. Durch die Rollen ist es länger möglich, den eigenen Schwung zu behalten, beziehungsweise während einer Hebung erneut Fahrt aufzunehmen. Dadurch sind längere und spektakulärere Kombinationen als im Eiskunstlauf möglich. Ebenfalls ein großer Unterschied zum Eiskunstlaufen ist die Tatsache, dass im Rollkunstlauf die meisten Hebungen nur durch eine schnelle Rotation des Paarläufers um seine eigene Achse möglich sind.

### Rolltanzen
Ein Herr und eine Dame laufen Schritte im Rhythmus der Musik. Hier wird nicht die Melodie, wie z. B. beim Kürlaufen, sondern der Takt der Musik betont. Hebungen sind nur bedingt erlaubt, außerdem sind Sprungelemente verboten. Tanzpirouetten sind ebenfalls nur eingeschränkt gestattet.

### Solotanzen
Ähnlich wie Rolltanzen, jedoch läuft hier nur eine Person den Tanz allein, ohne Partner. Im Wettbewerb Solotanzen wird inzwischen auch nach Geschlecht unterschieden. Auf einem Wettkampf sind neben einer Tanzkür auch 2 Pflichttänze oder bei den Junioren und in der Meisterklasse (Senioren) ein Styledance zu präsentieren. Die Pflichttänze werden für jede Saison neu festgelegt und sind je nach Altersgruppe unterschiedlich. Ebenso werden für den Styledance das Thema (z. B. Classic Medley, Latin Medley, ...) und der einzubauende Pflichttanz festgelegt. Für jedes Thema steht eine festgelegte Anzahl verschiedener Tanzrhythmen (Samba, Rumba, Walzer, Tango, ...) zur Verfügung. Davon müssen zwei oder drei im Styledance enthalten sein, wobei einer davon durch den festgelegten Pflichttanz bestimmt wird. Die Musikauswahl ist frei. Vor dem Wettkampf muss für die Musik ein Zertifikat vorgelegt werden, das bescheinigt, dass die Musikauswahl dem Thema entspricht und im Zeitraum, in dem der Pflichttanz gelaufen werden soll, das korrekte Tempo hat. Dieses Zertifikat muss von einem professionellen Musiker gemäß einer Vorlage ausgestellt werden.
Im Leistungssportbereich werden die Solotanz-Startklassen nach Alter unterteilt: Schüler C, Schüler B, Schüler A, Jugend, Junioren, Meisterklasse.
Es gibt auch Breitensportkategorien im Solotanzen: Anfänger und Nachwuchsklasse.

### Show
Hier steht der Schaulaufeffekt der Unterhaltung im Vordergrund. Showläufer laufen allein (Solo), zu zweit (Duo), als Quartett (klassische Vierergruppe) oder in Gruppen (ab sechs Läufern). Einzelelemente des Kürlaufens sind nur bedingt zulässig.

### Formationslaufen
Formationsläufer betonen die technische Schwierigkeit des Zusammenlaufens vieler Rollkunstläufer. Hier werden verschiedene Formationen, d. h. Kreise, Blöcke, Mühlen oder Räder und weitere geometrische Formen, möglichst exakt gelaufen.

### Inline Artistic
Neu im Bereich Kunstlauf ist die Nutzung sogenannter Inline Artistic Skates. Sie sind den Inline-Skates ähnlich, haben jedoch nur drei Rollen und den Stopper wie bei den Rollschuhen vorne. Diese Eigenschaft ermöglicht ein Kürlaufen wie beim gewöhnlichen Kunstlaufen. Pflichtlaufen findet nicht statt.

## Leistungsklasse
Die Leistungsklasse ist abhängig vom Alter und dem Leistungsniveau des Läufers, das in einem Leistungstest nachgewiesen werden muss. Der Wechsel zwischen dem Leistungs- und Breitensport sowie den einzelnen Leistungsklassen ist im Rahmen der jeweiligen Regularien jederzeit möglich.
|                 | Leistungssport | Breitensport            |
| --------------- | -------------- | ----------------------- |
| Leistungsklasse | Meisterklasse  | CUP Damen ab 11 Jahre C |
| Altersklasse    | ab 20 Jahre    | CUP Damen ab 11 Jahre C |
| Leistungstest   | PT Mkl KT Jun  | CUP Damen ab 11 Jahre C |
| Leistungsklasse | Junioren       | CUP Damen ab 11 Jahre C |
| Altersklasse    | 18-19 Jahre    | CUP Damen ab 11 Jahre C |
| Leistungstest   | PT Jun KT Jug  | CUP Damen ab 11 Jahre C |
| Leistungsklasse | Jugend         | CUP Damen ab 11 Jahre C |
| Altersklasse    | 16-17 Jahre    | CUP Damen ab 11 Jahre C |
| Leistungstest   | PT Jug KT A    | CUP Damen ab 11 Jahre C |
| Leistungsklasse | Schüler A      | CUP Damen ab 11 Jahre C |
| Altersklasse    | 14-15 Jahre    | CUP Damen ab 11 Jahre C |
| Leistungstest   | PT A KT A      | CUP Damen ab 11 Jahre C |
| Leistungsklasse | Schüler B      | Nachwuchsklasse         |
| Altersklasse    | 12-13 Jahre    | ab 11 Jahre             |
| Leistungstest   | PT B KT B      | KL-C                    |
| Leistungsklasse | Schüler C      | Kunstläufer             |
| Altersklasse    | 10-11 Jahre    | ab 11 Jahre             |
| Leistungstest   | PT C KT C      | KL                      |
| Leistungsklasse | Schüler D      | Figurenläufer           |
| Altersklasse    | 8–9 Jahre      | 9–12 Jahre              |
| Leistungstest   | PT KL KT KL    | Fig -KL                 |
| Leistungsklasse | Freiläufer     | Freiläufer              |
| Altersklasse    | bis 8 Jahre    | 9–11 Jahre              |
| Leistungstest   | Frei-Fig       | Frei-Fig                |
| Leistungsklasse | Anfänger       | Anfänger                |
| Altersklasse    | 7–9 Jahre      | 8–10 Jahre              |
| Leistungstest   | max. Frei      | max. Frei               |
| Leistungsklasse | Minis          | ---                     |
| Altersklasse    | 5–7 Jahre      | ---                     |
| Leistungstest   | ---            | ---                     |

## Leistungstest

### Kürtest
- Kürtest Junioren (KT Jun)
  - Schrittkür auf Musik (Spurenbild und Musik frei wählbar) mit Elementen wie Dreier, Gegendreier, Wende, Mohawk, Choktaw aber auch Fliegerpose, Ina Bauer, Hackenmond, Butterfly etc. erlaubt. Die Schrittkür wird mit A- und B-Note bewertet. (Dauer: 1:30 min)
  - 2 Sprungkombination mit mindestens einem Doppelsprung
  - Doppellutz / Thoren / Doppelflip
  - Doppellutz-Kombination bestehend aus mindestens 3 und höchstens 4 Sprüngen, entweder mit Doppelrittberger oder einem Dreifachsprung nach Wahl
  - Damen: Hackenpirouette vorwärts oder rückwärts + Inverted (mind. 3+3 Umdrehungen)
  - Herren: Wechsel-Hackenpirouette va + ra  (mind. 3+4 oder 4+3 Umdrehungen)
  - Hackenpirouette vorwärts + Broken Ankle + Inverted (mind. je 3 Umdrehungen) oder Hackenpirouette vorwärts + Broken Ankle + Hackenpirouette rückwärts (mind. je 3 Umdrehungen)
- Kürtest Jugend (KT Jug)
  - Kreisschrittfolge mit Stopperschritten, in Achter-Form 2
  - Kurzkürschrittfolge wie in Saison: Kreis-, Längs- oder Serpentine
  - Doppellutz
  - Doppelrittberger
  - Doppelflip + Doppeltoeloop
  - Broken Ankle (mind. 3 Umdrehungen) oder Inverted (mind. 2 Umdrehungen)
  - Hackenpirouette va + Hackenpirouette ra  (mind. 2+3 U. oder 3+2 U.)
- Kürtest A (KT A)
  - Diagonalschrittfolge: Gegendreierschrittfolge, rechts und links
  - Spiralschrittfolge mit mindestens 3 verschiedenen Positionen
  - Doppelflip 4 Kombination mit Doppelsalchow
  - Axel / Rittberger / Doppeltoeloop
  - Wechselwaage  (mind. 3+3 Umdrehungen)
  - Hackenpirouette va (mind. 2 Umdrehungen)  oder Hackenpirouette ra (mind. 2 Umdrehungen)
- Kürtest B (KT B)
  - Diagonalschrittfolge: Ausfallschritt re / Doppeldreier re, links und rechts
  - Kreisschrittfolge: Dreierschritt-Rittbergerschritt in Achter-Form
  - Doppelsalchow
  - Doppeltoeloop
  - 5 Rittberger
  - eingeschleuderte Waage re (mind. 2 Umdrehungen)
  - eingeschleuderte Waage ra (mind. 3 Umdrehungen)
  - eingeschleuderte Waage va (mind. 3 Umdrehungen)
- Kürtest C (KT C)
  - Kreisschrittfolge: Mohawkschritte ve in 8-Form
  - Längsschrittfolge: Dreier va mit rückwärts Schlangenbogen links und rechts
  - Rittberger
  - Lutz
  - Axel
  - Flip / Thoren / Salchow
  - eingeschleuderte Waage va (2 Umdrehungen)
  - eingeschleuderte Waage ra  (2 Umdrehungen)
- Kürtest Kunstläufer (KT KL)
  - Laufschritte und vorwärts Übersetzen nach rechts und links
  - Rückwärts Übersetzen, in Achter-Form mit jeweils 1/4-Kreis Auslauf
  - gespreizter Dreiersprung
  - Toeloop
  - Salchow
  - Flip
  - Stand-Pirouette re (mind. 3 Umdrehungen)
  - Sitzpirouette re (mind. 3 Umdrehungen)

### Pflichttest
| Leistungsklasse        | Pflichttest                                                                               |
| ---------------------- | ----------------------------------------------------------------------------------------- |
| Meisterklasse (PT MKL) | Gegendreier-Paragraf ra Schlingen-Paragraf Rra Schlingen-Paragraf Lra                     |
| Junioren (PT Jun)      | Doppeldreier-Paragraf ra Gegendreier-Paragraf va Schlingen-Paragraf va                    |
| Jugend (PT Jug)        | Doppeldreier-Paragraf va Schlinge Rre Schlangenbogen-Schlinge ra                          |
| Schüler A (PT A)       | Gegendreier va Wende va Wende ve Gegenwende ve                                            |
| Schüler B (PT B)       | Gegendreier ve Gegenwende va Schlangenbogen-Schlinge va Schlinge Rre                      |
| Schüler C (PT C)       | Schlangenbogen-Doppeldreier Rva Schlangenbogen-Doppeldreier Lva Schlinge Rva Schlinge Rve |
| Kunstläufer (PT KL)    | Bogenachter Rva Bogenachter Rve Bogenachter Rra Bogenachter Rre                           |

### Tanztest
| Klasse                  | Paartanz                                                             | Solotanz                                                             |
| ----------------------- | -------------------------------------------------------------------- | -------------------------------------------------------------------- |
| Tanztest Gold (G)       | Quickstep Wiener Walzer Iceland Tango Paso Doble                     | Quickstep Wiener Walzer Iceland Tango Italian Foxtrot                |
| Großer Silbertest (gS)  | Italian Foxtrot Harris Tango Blues Starlight Waltz                   | Flirtation Waltz Harris Tango Blues Fourteen Step Plus               |
| Kleiner Silbertest (kS) | Association Waltz Rocker Foxtrot 1 Flirtation Waltz Kilian           | Terenzi Waltz Rocker Foxtrot Imperial Tango Kilian                   |
| Großer Bronzetest (gB)  | Europäischer Walzer Keats Foxtrott Fourteen Step Imperial Tango      | Europäischer Walzer Keats Foxtrot Association Waltz Kent Tango       |
| Kleiner Bronzetest (kB) | Kleiner Walzer Swing Foxtrot Tudor Waltz Denver Shuffle Siesta Tango | Kleiner Walzer Swing Foxtrot Tudor Waltz Denver Shuffle Siesta Tango |

## Beurteilung bei Wettbewerben

### Pflichtlaufen
Die Bewertung der Figur erfolgt über eine Skala von 0 (nicht gelaufen) bis 10 (perfekt). Hierbei werden 1/10-Schritte zur weiteren Unterteilung verwendet.

### Kürlaufen, Paarlaufen, Tanzen, Formationslaufen, Show
Die Bewertung erfolgt durch zwei Noten, die A-Note für die technische Schwierigkeit des Programms, die B-Note für die Ausführung und die künstlerische Gestaltung des Programms. Die Note reicht von 0 (nicht teilgenommen) bis 10 Punkte (perfekt). Es erfolgt eine Skalierung in 1/10-Schritten.

## Verbreitung in der Welt
Es finden jährlich Europameisterschaften und nationale Meisterschaften im Rollkunstlaufen und Rolltanzen sowie in den weiteren Disziplinen statt. Erfolgreichste Nation bei diesen Titelkämpfen ist derzeit Italien. Italien gewinnt nicht selten alle Disziplinen. Allerdings holte Deutschland insbesondere in der Pflicht der Damen seit 2002 mehrmals den Weltmeister- oder Vizeweltmeistertitel. 2009 und erneut im Jahr 2019 errang Deutschland auch im Formationslauf den Weltmeistertitel.
Bei den Weltmeisterschaften 1999 in Australien, bei denen erstmals auch die Disziplin Formationslauf auf dem Programm stand, dominierten die deutschen Teams. Das niedersächsische „Dream Team“ errang von 1999 bis 2002 in jedem Jahr den Weltmeistertitel und erhielten 2002 das Silberne Lorbeerblatt. 2019 konnten sie die erneut den Weltmeistertitel erringen. Ebenfalls erfolgreich war die hessische Formation „Skate Attack“ aus Ober-Ramstadt. Sie holte von 2002 bis 2007 jedes Jahr den Europameistertitel und 2004 und 2005 den Weltmeistertitel, außerdem noch einige Deutsche- und Süddeutsche-Meister-Titel, verabschiedete sich aber nach der WM 2007 in Australien mit dem Vizeweltmeistertitel und läuft nur noch bei Schaulaufen und Galas.
Seit der WM 2003 in Buenos Aires entwickelten sich insbesondere die Formationen aus Argentinien und Italien weiter und erreichen heute vordere Plätze auf internationalen Wettbewerben.
Auffällig ist bei den Italienern die Dominanz im Kürlaufen, durch Dreifachsprungkombinationen und artistische Pirouetten, im Pflichtlaufen durch eine wie mit dem Stift gezeichnete Figurführung mit schönen Kanten und nahezu perfekten Körperhaltungen. Weiterhin bestechen italienische Läufer durch Eleganz gepaart mit einer nahezu unnachahmlichen Dynamik und Lebensfreude im Ausdruck. Ins Auge fällt außerdem die Spezialisierung der Italiener, oftmals starten Läufer nur in einer Disziplin, Pflicht oder Kür.
Allerdings konnten spanische Läufer in den letzten Jahren auch immer öfter Medaillen der internationalen Wettbewerbe nach Hause bringen. Die große Schwäche der Spanier ist allerdings das Pflicht-Laufen, wodurch sie nahezu nur Kür-Läufer fördern und an Europa- und Weltmeisterschaften teilnehmen lassen. In Frankreich gibt es bereits Schulen, die auf Rollkunstlauf spezialisiert sind. An ihnen wird der Unterricht an das Training angepasst. Die Schüler der Internate müssen jedoch in fast allen Disziplinen laufen, wodurch eine Spezialisierung auf ein bestimmtes Gebiet des Rollkunstlaufs in Frankreich nicht erkennbar ist.
In den 1950er, 1960er und 1970er Jahren war Deutschland die erfolgreichste Rollkunstlaufnation. 1955 wurde mit Helene Kienzle sogar eine Rollkunstläuferin zur Sportlerin des Jahres gewählt. Heute gewinnen Starter des Deutschen Roll- und Inline-Verbandes e. V. größtenteils Medaillen bei den Pflichtläufern oder in der Kombination – hier werden Pflicht- und Kürergebnisse zusammengezählt. Insbesondere in der Pflicht bei den Damen gab es  seit Anfang 2000 des Öfteren Weltmeistertitel sowohl im Junioren- als auch im Seniorenbereich.
Deutsche Medaillenträger seit Anfang 2000 sind Frank Albiez (seit Jahren bei den Herren an der Weltspitze), Daniel Müller Nathalie Heinz, Patricia Schmitz (geborene Stolzenberg), Constance Hossfeld, die Clad-Geschwister, Monika Lis, Markus Lell, Christian von Känel, Sarah Bergmann, Nina Zöllner, Christiane Reich, Hannes Muschol, die Woyciechowski-Geschwister sowie auch deutsche Formationen wie das "Dream Team".
Die aktuellen deutschen Bundestrainer im Rollkunstlaufen sind Renate Heinz für das Pflichtlaufen und Luca Lallai für das Kürlaufen.
Zu den erfolgreichsten Rollkunstlauf-Vereinen in Deutschland zählen: Die Freiburger Turnerschaft v. 1844, der REV Heilbronn, der Hanauer REC, ERC Bremerhaven und der RSV Einbeck.
Weitere erfolgreiche Nationen sind Argentinien, Frankreich, Italien, Spanien, Kroatien, Chinese Taipei, Australien, Neuseeland, Brasilien, Vereinigte Staaten, Portugal, Belgien, Niederlande, Slowenien, Schweiz und andere.

## Weltmeisterschaften
- 1990 Deutschland / Hanau
- 1991 Australien / Sydney
- 1992 USA / Tampa
- 1993 Frankreich / Bordeaux
- 1994 Portugal / Funchal
- 1995 Kolumbien / Bucaramanga
- 1996 Argentinien / Mar del Plata
- 1997 Spanien / Reus
- 1998 Kolumbien / Bogotá
- 1999 Australien / Gold Coast
- 2000 USA / Springfield
- 2001 Italien / Florenz
- 2002 Deutschland / Wuppertal
- 2003 Argentinien / Buenos Aires
- 2004 USA / Fresno
- 2005 Italien / Rom
- 2006 Spanien / Murcia
- 2007 Australien / Surfers Paradise
- 2008 Taiwan / Kaohsiung
- 2009 Deutschland / Freiburg im Breisgau Ergebnislisten der Weltmeisterschaft 2009 (Memento vom 27. März 2011 im Internet Archive)
- 2010 Portugal / Portimão
- 2011 Brasilien / Brasília
- 2012 Neuseeland / Auckland
- 2016 Italien / Novara
- 2017 China / Nanjing[4]